# リーガ・デ・ベイスボル・プロフェシオナル・ロベルト・クレメンテ
リーガ・デ・ベイスボル・プロフェシオナル・ロベルト・クレメンテ（Liga de Béisbol Profesional Roberto Clemente）は、アメリカ合衆国の自治連邦区であるプエルトリコを活動地域とするプロ野球リーグである。略称はLBPRC。
プエルトリコ出身の元メジャーリーガーであるロベルト・クレメンテを称える形で、リーグ名にその名を入れている。
4大ウィンターリーグ(LMP、LVBP、LBPRC、LIDOM)の1つに位置付けられている。
プエルトリコでは一番人気のあるスポーツであるため、スポーツ新聞elnuevodiaやprimerahora、elvocero.comなどのほとんどの紙面を占拠する。
優勝チームはプエルトリコ代表としてカリビアンシリーズに出場する。

## 歴史
1937年の半ばにプエルトリコの体育大学で農業と機械を教えていたエンリケ教授は、プエルトリコでセミプロ野球リーグをつくることに興味があった。
大リーグおよび独立リーグについて彼は研究し、プエルトリコのセミプロリーグをそのフランチャイズにしようと彼は考えた。そのために、彼は会計のトーマス·フェレールデルガド博士、スペインの病院経営者のガブリエルカストロからなる作業委員会を設立した。
委員会は、リーグに興味を持っている都道府県知事に連絡し、快く受け入れた6都市によるチームで構成された。
1938年には、準メジャーリーグとして報道され、国民にも認知が向上した。年末にはプエルトリコリーグのチャンピオンチームが米国に旅行し、彼らの才能を披露し、大リーグで活躍できることをアピールした。テオフィロマルドナドが、連盟の会長に任命された。その後、プエルトリコでしか通用しないルールを大リーグ方式に改め、設立から現在まで、大リーグへの登竜門リーグとなる。日本においても、新人の選手が武者修行として、参加することがある（ただし、日本人はビザのルールが変更〈観光ビザで入国して給料をもらうのはおかしいという批判があった〉されたため、参加していない時期があった）。

## 参加チーム
2023-2024シーズン現在、リーグに参加しているチームは以下の通りである。
| チーム名                                                   | 都市       | スタジアム                                     | 収容人数 | 創設 |
| ---------------------------------------------------------- | ---------- | ---------------------------------------------- | -------- | ---- |
| クリオージョス・デ・カグアス Criollos de Caguas            | カグアス   | パルケ・イルデフォンソ・ソラ・モラレス         | 10,000   | 1938 |
| カングレヘーロス・デ・サントゥルセ Cangrejeros de Santurce | サンフアン | ヒラム・ビソーン・スタジアム                   | 18,264   | 1939 |
| RA12                                                       | サンフアン | ヒラム・ビソーン・スタジアム                   | 18,264   | 2020 |
| ヒガンテス・デ・カロリーナ Gigantes de Carolina            | カロリーナ | エスタディオ・ロベルト・クレメンテ・ウォーカー | 12,500   | 2000 |
| インディオス・デ・マヤグエス Indios de Mayagüez            | マヤグエス | エスタディオ・イシドーロ・ガルシア             | 10,500   | 1938 |
| レオネス・デ・ポンセ Leones de Ponce                       | ポンセ     | エスタディオ・フランシスコ・モンタネール       | 16,000   | 1938 |

## 歴代優勝チーム
| シーズン | 優勝                               |
| -------- | ---------------------------------- |
| 1938-39  | ブルホス・デ・グアジャーマ         |
| 1939-40  | ブルホス・デ・グアジャーマ         |
| 1940-41  | クリオージョス・デ・カグアス       |
| 1941-42  | レオネス・デ・ポンセ               |
| 1942-43  | レオネス・デ・ポンセ               |
| 1943-44  | レオネス・デ・ポンセ               |
| 1944-45  | レオネス・デ・ポンセ               |
| 1945-46  | セナドーレス・デ・サン・フアン     |
| 1946-47  | レオネス・デ・ポンセ               |
| 1947-48  | カグアス＝グアジャーマ             |
| 1948-49  | インディオス・デ・マヤグエス       |
| 1949-50  | カグアス＝グアジャーマ             |
| 1950-51  | カングレヘーロス・デ・サントゥルセ |
| 1951-52  | セナドーレス・デ・サン・フアン     |
| 1952-53  | カングレヘーロス・デ・サントゥルセ |
| 1953-54  | カグアス＝グアジャーマ             |
| 1954-55  | カングレヘーロス・デ・サントゥルセ |
| 1955-56  | カグアス＝グアジャーマ             |
| 1956-57  | インディオス・デ・マヤグエス       |
| 1957-58  | カグアス＝グアジャーマ             |
| 1958-59  | カングレヘーロス・デ・サントゥルセ |
| 1959-60  | カグアス＝グアジャーマ             |
| 1960-61  | セナドーレス・デ・サン・フアン     |
| 1961-62  | カングレヘーロス・デ・サントゥルセ |
| 1962-63  | インディオス・デ・マヤグエス       |
| 1963-64  | セナドーレス・デ・サン・フアン     |
| 1964-65  | カングレヘーロス・デ・サントゥルセ |
| 1965-66  | インディオス・デ・マヤグエス       |
| 1966-67  | カングレヘーロス・デ・サントゥルセ |
| 1967-68  | カグアス＝グアジャーマ             |
| 1968-69  | レオネス・デ・ポンセ               |
| 1969-70  | レオネス・デ・ポンセ               |
| 1970-71  | カングレヘーロス・デ・サントゥルセ |
| 1971-72  | レオネス・デ・ポンセ               |
| 1972-73  | カングレヘーロス・デ・サントゥルセ |
| 1973-74  | カグアス＝グアジャーマ             |
| 1974-75  | バケーロス・デ・バヤモン           |
| 1975-76  | バケーロス・デ・バヤモン           |
| 1976-77  | クリオージョス・デ・カグアス       |
| 1977-78  | インディオス・デ・マヤグエス       |
| 1978-79  | クリオージョス・デ・カグアス       |
| 1979-80  | バケーロス・デ・バヤモン           |
| 1980-81  | クリオージョス・デ・カグアス       |
| 1981-82  | レオネス・デ・ポンセ               |
| 1982-83  | ローボス・デ・アレシーボ           |
| 1983-84  | インディオス・デ・マヤグエス       |
| 1984-85  | セナドーレス・デ・サン・フアン     |
| 1985-86  | インディオス・デ・マヤグエス       |
| 1986-87  | クリオージョス・デ・カグアス       |
| 1987-88  | インディオス・デ・マヤグエス       |
| 1988-89  | インディオス・デ・マヤグエス       |
| 1989-90  | セナドーレス・デ・サン・フアン     |
| 1990-91  | カングレヘーロス・デ・サントゥルセ |
| 1991-92  | インディオス・デ・マヤグエス       |
| 1992-93  | カングレヘーロス・デ・サントゥルセ |
| 1993-94  | セナドーレス・デ・サン・フアン     |
| 1994-95  | セナドーレス・デ・サン・フアン     |
| 1995-96  | ローボス・デ・アレシーボ           |
| 1996-97  | インディオス・デ・マヤグエス       |
| 1997-98  | インディオス・デ・マヤグエス       |
| 1998-99  | インディオス・デ・マヤグエス       |
| 1999-00  | カングレヘーロス・デ・サントゥルセ |
| 2000-01  | クリオージョス・デ・カグアス       |
| 2001-02  | バケーロス・デ・バヤモン           |
| 2002-03  | インディオス・デ・マヤグエス       |
| 2003-04  | レオネス・デ・ポンセ               |
| 2004-05  | インディオス・デ・マヤグエス       |
| 2005-06  | ヒガンテス・デ・カロリーナ         |
| 2006-07  | ヒガンテス・デ・カロリーナ         |
| 2007-08  | 財政的理由により中止               |
| 2008-09  | レオネス・デ・ポンセ               |
| 2009-10  | インディオス・デ・マヤグエス       |
| 2010-11  | クリオージョス・デ・カグアス       |
| 2011-12  | インディオス・デ・マヤグエス       |
| 2012-13  | クリオージョス・デ・カグアス       |
| 2013-14  | インディオス・デ・マヤグエス       |
| 2014-15  | カングレヘーロス・デ・サントゥルセ |
| 2015-16  | カングレヘーロス・デ・サントゥルセ |
| 2016-17  | クリオージョス・デ・カグアス       |
| 2017-18  | クリオージョス・デ・カグアス       |
| 2018-19  | カングレヘーロス・デ・サントゥルセ |
| 2019-20  | カングレヘーロス・デ・サントゥルセ |
| 2020-21  | クリオージョス・デ・カグアス       |
| 2021-22  | クリオージョス・デ・カグアス       |
| 2022-23  | インディオス・デ・マヤグエス       |

## チーム別優勝回数
| チーム                             | 回数 | 優勝年 |
| ---------------------------------- | ---- | --- |
| クリオージョス・デ・カグアス       | 20   | 1941, 1948, 1950, 1954, 1956, 1958, 1960, 1968, 1974, 1977, 1979, 1981, 1987, 2001, 2011, 2013, 2017, 2018, 2021, 2022 |
| インディオス・デ・マヤグエス       | 19   | 1949, 1957, 1963, 1966, 1978, 1984, 1986, 1988, 1989, 1992, 1997, 1998, 1999, 2003, 2005, 2010, 2012, 2014, 2023       |
| カングレヘーロス・デ・サントゥルセ | 16   | 1951, 1953, 1955, 1959, 1962, 1965, 1967, 1971, 1973, 1991, 1993, 2000, 2015, 2016, 2019, 2020                         |
| レオネス・デ・ポンセ               | 11   | 1942, 1943, 1944, 1945, 1947, 1969, 1970, 1972, 1982, 2004, 2009                                                       |
| セナドーレス・デ・サン・フアン     | 8    | 1946, 1952, 1961, 1964, 1985, 1990, 1994, 1995                                                                         |
| バケーロス・デ・バヤモン           | 4    | 1975, 1976, 1980, 2002                                                                                                 |
| ブルホス・デ・グアジャーマ         | 2    | 1939, 1940 |
| ローボス・デ・アレシーボ           | 2    | 1983, 1996 |
| ヒガンテス・デ・カロリーナ         | 2    | 2006, 2007 |